# Skate Canada 1975
Navigation
Édition précédente Édition suivante
Le Skate Canada (ou Internationaux Patinage Canada) est une compétition internationale de patinage artistique qui se déroule au Canada au cours de l'automne. Il accueille des patineurs amateurs de niveau senior dans trois catégories: simple messieurs, simple dames et danse sur glace. La catégorie des couples artistiques n'est ajoutée au programme du Skate Canada qu'à partir de 1984.
Le troisième Skate Canada est organisé du 23 au 25 octobre 1975 au Northlands Coliseum d'Edmonton dans la province de l'Alberta. 

## Résultats

### Messieurs
| Rang | Nom             | Pays             | Points | Fig. impo. | Prog. court | Prog. libre |
| ---- | --------------- | ---------------- | ------ | ---------- | ----------- | ----------- |
| 1    | Toller Cranston | Canada           |        | 2          |             |             |
| 2    | Ron Shaver      | Canada           |        | 4          |             |             |
| 3    | Terry Kubicka   | États-Unis       |        | 6          |             |             |
| 4    | Igor Bobrin     | Union soviétique |        | 1          |             |             |
| 5    | László Vajda    | Hongrie          |        | 3          |             |             |
| 6    |                 |                  |        |            |             |             |
| 7    |                 |                  |        |            |             |             |
| 8    |                 |                  |        |            |             |             |
| 9    |                 |                  |        |            |             |             |
| 10   |                 |                  |        |            |             |             |
| 11   |                 |                  |        |            |             |             |
| 12   | Kevin Hicks     | Canada           |        |            |             |             |
| 13   |                 |                  |        |            |             |             |

### Dames
| Rang | Nom             | Pays                 | Points | Fig. impo. | Prog. court | Prog. libre |
| ---- | --------------- | -------------------- | ------ | ---------- | ----------- | ----------- |
| 1    | Susanna Driano  | Italie               |        | 2          |             |             |
| 2    | Kath Malmberg   | États-Unis           |        | 1          |             |             |
| 3    | Emi Watanabe    | Japon                |        | 4          |             |             |
| 4    | Susan MacDonald | Canada               |        | 5          |             |             |
| 5    | Gerti Schanderl | Allemagne de l'Ouest |        | 3          |             |             |
| 6    | Camille Rebus   | Canada               |        |            |             |             |
| 7    |                 |                      |        |            |             |             |
| 8    |                 |                      |        |            |             |             |
| 9    |                 |                      |        |            |             |             |
| 10   |                 |                      |        |            |             |             |

### Danse sur glace
| Rang | Nom                                       | Pays             | Points | Danses imposées | Danse libre |
| ---- | ----------------------------------------- | ---------------- | ------ | --------------- | ----------- |
| 1    | Natalia Linitchouk / Guennadi Karponossov | Union soviétique |        | 1               | 1           |
| 2    | Barbara Berezowski / David Porter         | Canada           |        | 3               | 2           |
| 3    | Matilde Ciccia / Lamberto Ceserani        | Italie           |        | 2               | 3           |
| 4    | Judi Genovesi / Kent Weigle               | États-Unis       |        | 4               | 4           |
| 5    | Teresa Weyna-Urban / Piotr Bojanczyk      | Pologne          |        | 5               | 5           |
| 6    | Susan Carscallen / Eric Gillies           | Canada           |        |                 |             |
| 7    |                                           |                  |        |                 |             |
| 8    | Lorna Wighton / John Dowding              | Canada           |        |                 |             |
| 9    | Susan Kelley / Andrew Stroukoff           | États-Unis       |        |                 |             |
| 10   |                                           |                  |        |                 |             |
| 11   |                                           |                  |        |                 |             |
| 12   |                                           |                  |        |                 |             |
| 13   |                                           |                  |        |                 |             |

## Source
- Podiums et résultats des patineurs canadiens sur le site de Patinage Canada
- (en) « International Roundup, SKATE CANADA », sur usfsa.xmlmanager.qg.com